# Norfolk Football Club
Il Norfolk Football Club fu una squadra di calcio inglese fondata nel dicembre 1861 e sciolta nel 1881 con sede a Norfolk Park a Sheffield.

## Storia
Il club venne fondato nel 1861, nel 1867 partecipo alla Youdan Cup arrivando in finale perdendola 2-1 con l'Hallam. Il club propose l'introduzione del calcio d'angolo nelle Sheffield Rules nel 1868; il calcio d'angolo venne successivamente introdotto dalla FA nel 1872.
Durante l'era amatoriale, il club era uno dei più ricchi a Sheffield e nel 1873 vantava un saldo di £ 60. Con l'avvento del professionismo, Norfolk non riuscì a tenere il passo; non partecipo alla FA Cup e nella Sheffield & Hallamshire Senior Cup 1876-77, fu battuto al primo turno. L'ultimo riferimento noto del club alla stampa risale al 1881.